# Georg Objartel
Georg Objartel (geboren 1940, Treuburg/Ostpr.) ist ein deutscher Germanist.          

## Leben
Georg Objartel wurde 1974 bei Hugo Moser an der Universität Bonn promoviert. Er habilitierte 1991. Er arbeitete als wissenschaftlicher Assistent an der Technischen Hochschule Braunschweig. Objartel wurde wissenschaftlicher Mitarbeiter und Privatdozent am Germanistischen Seminar der Universität Hamburg.
Objartels Arbeitsgebiete sind Sprachgeschichte, Studentensprache, historische Semantik und Lexikographie, sowie mittelhochdeutsche Lyrik. In Hamburg war er Leiter der Arbeitsstelle Goethe-Wörterbuch der Göttinger Akademie der Wissenschaften. 1984 gab er mit Henne eine sechsbändige Bibliothek der deutschen Studentensprache heraus. Sie enthält neben Nachdrucken von Wörterbüchern des 18. und 19. Jahrhunderts auch eine handschriftliche Liste, die Goethe um 1790 notiert hat.

## Schriften (Auswahl)
- Der Meissner der Jenaer Liederhandschrift: Untersuchungen, Ausgabe, Kommentar. Berlin: E. Schmidt, 1977. Bonn, Univ., Philos. Fak., Diss., 1974.
- Beiträge 
  - Deutsche Literatursprache der frühen Neuzeit.
  - Sprachstadium.
  - In: Lexikon der germanistischen Linguistik. 2. Auflage. Hrsg. Hans Peter Althaus, Helmut Henne, Herbert Ernst Wiegand. Niemeyer, Tübingen 1980
- Zur Geschichte des ‚Kluge': Probleme eines etymologischen Wörterbuchs der deutschen Sprache. In: Zeitschrift für Germanistische Linguistik (ZGL), 1983, S. 268–289
- mit Helmut Henne (Hrsg.): Bibliothek zur historischen deutschen Studenten- und Schülersprache. Bd. 1–6. Berlin; New York 1984, ISBN  3-11-009992-6.
  - Bd. 1: Historische deutsche Studenten- und Schülersprache. Einführung, Bibliographie und Wortregister.
  - Bd. 2: Wörterbücher des 18. Jahrhunderts zur deutschen Studentensprache.
  - Bd. 3/4: Wörterbücher des 19. Jahrhunderts zur deutschen Studentensprache I/II.
  - Bd. 5: Wissenschaftliche Monographien zur historischen deutschen Studenten- und Schülersprache.
  - Bd. 6: Kleinere wissenschaftliche Beiträge zur historischen deutschen Studenten- und Schülersprache. Anhang: Verdeutschungswörterbücher.
- Akademikersprache im 19. Jahrhundert. Auch als Beitrag zur Erforschung von Vereinssprachen, in: Dieter Cherubim, Klaus J. Mattheier (Hrsg.): Voraussetzungen und Grundlagen der Gegenwartssprache. Walter de Gruyter, Berlin 1989, S. 197–228, ISBN 3-11-011349-X
- Hermann Paul: Deutsches Wörterbuch. 10., überarbeitete und erweiterte Auflage. von Helmut Henne, Heidrun Kämper und Georg Objartel. Max Niemeyer, Tübingen 2002, ISBN 3-484-73057-9.
- Sprache und Lebensform deutscher Studenten im 18. und 19. Jahrhundert. Aufsätze und Dokumente. Berlin : de Gruyter, 2016. ISBN 978-3-11-045399-7